# Onthophagus grossepunctatus
Onthophagus grossepunctatus es una especie de coleóptero de la familia Scarabaeidae.

## Distribución geográfica
Habita en Europa (excepto su tercio norte).